# Bisdom Limburg

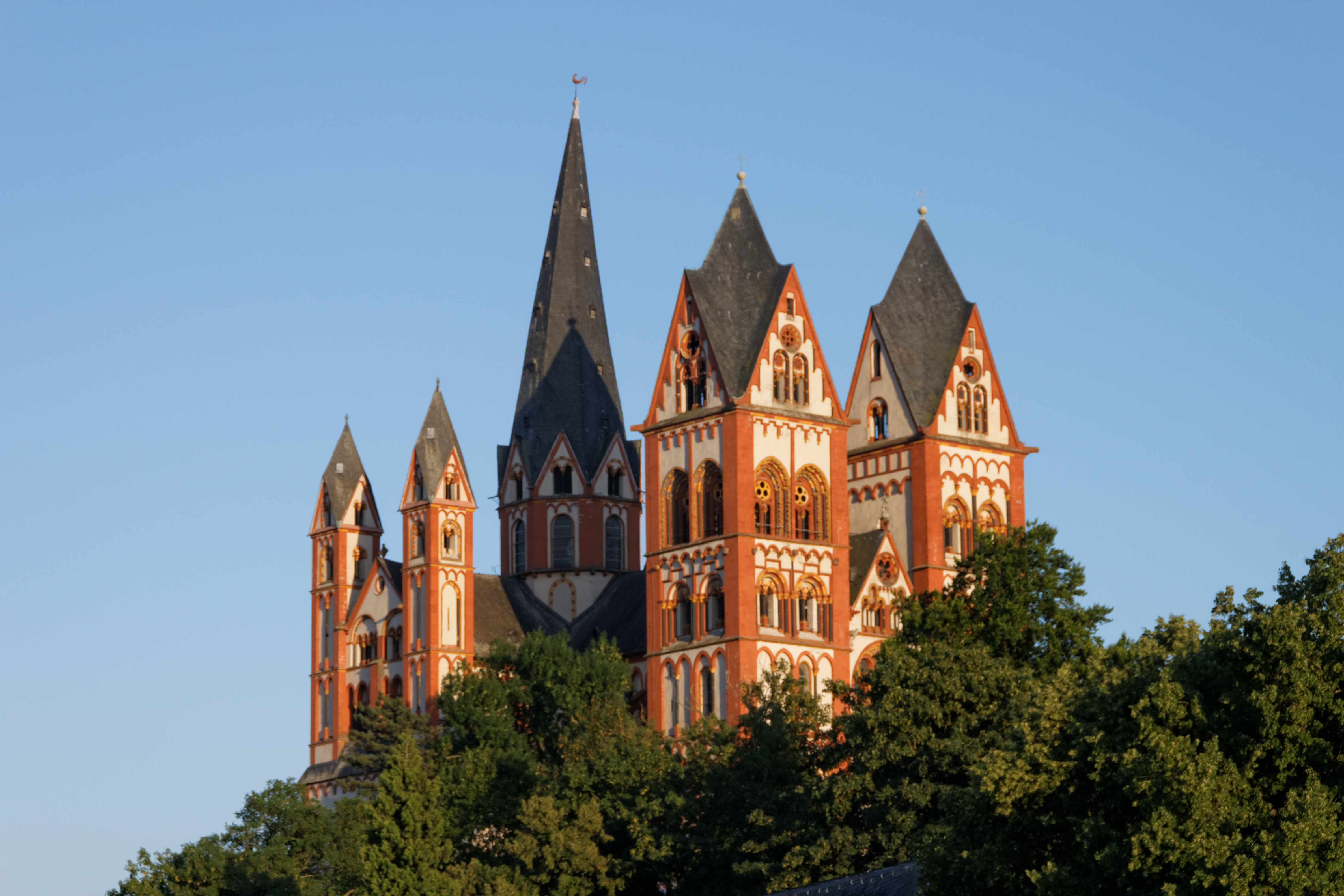
De Dom van Limburg

Het bisdom Limburg (Duits: Bistum Limburg; Latijn; Dioecesis Limburgensis) is een rooms-katholiek bisdom, dat delen omvat van Rijnland-Palts en Hessen in Duitsland. De kathedraal van het bisdom is de Limburger Dom in Limburg an der Lahn.

## Geschiedenis
Het bisdom werd in het kader van de kerkelijke hervorming van 1827 van het bisdom Trier afgescheiden en als suffragaanbisdom aan het aartsbisdom Keulen toegewezen. Het omvat het gebied van het voormalige hertogdom Nassau, het landgraafschap Hessen-Homburg en de stad Frankfurt am Main.

## Bisschoppen
- 1827-1833 Jakob Brand
- 1834-1840 Johann Wilhelm Bausch
- 1842-1884 Peter Josef Blum
- 1885-1886 Christian Roos
- 1886-1898 Karl Klein
- 1898-1913 Dominikus Willi
- 1913-1930 Augustinus Kilian
- 1930-1947 Antonius Hilfrich
- 1947-1948 Ferdinand Dirichs
- 1949-1982 Wilhelm Kempf
- 1982-2007 Franz Kamphaus
- 2008-2014 Franz-Peter Tebartz-van Elst
- 2016-heden Georg Bätzing

## Indeling
Het bisdom is verdeeld in elf districten:
- Frankfurt
- Hochtaunus
- Lahn-Dill-Eder
- Limburg an der Lahn
- Main-Taunus
- Rheingau
- Rhein-Lahn
- Untertaunus
- Westerwald
- Wetzlar
- Wiesbaden